# Peyrignac
Peyrignac è un comune francese di 519 abitanti situato nel dipartimento della Dordogna nella regione della Nuova Aquitania.

## Storia

### Simboli
Nello stemma del comune è raffigurato il Château de la Chapoulie.

## Società

### Evoluzione demografica
Abitanti censiti